# Кёльн-Инненштадт

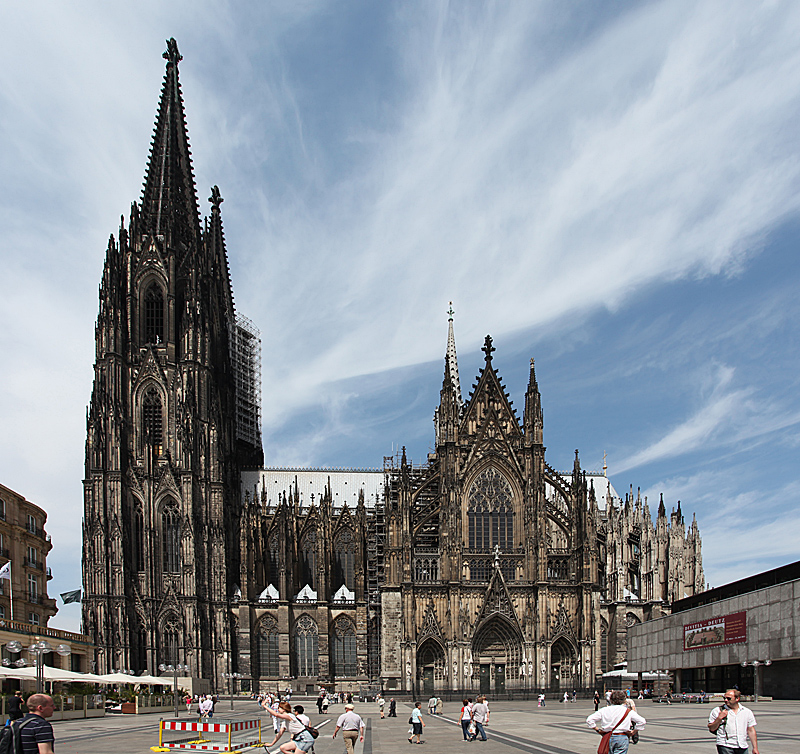
Кёльнский собор

Инненштадт (нем. Innenstadt) — центральный административный округ Кёльна (Северный Рейн-Вестфалия, Германия). Ему присвоен номер 1. Округ создан в результате коммунальной реформы 1 января 1975 года. Расположен на двух берегах Рейна. Состоит из пяти административных районов: Альтштадт-Зюд (101) (Altstadt-Süd), Нойштадт-Зюд (102) (Neustadt-Süd (Köln)), Альтштадт-Норд (103) (Altstadt-Nord), Нойштадт-Норд (104) (Neustadt-Nord (Köln)), Дойц (105).

Районы Центрального округа
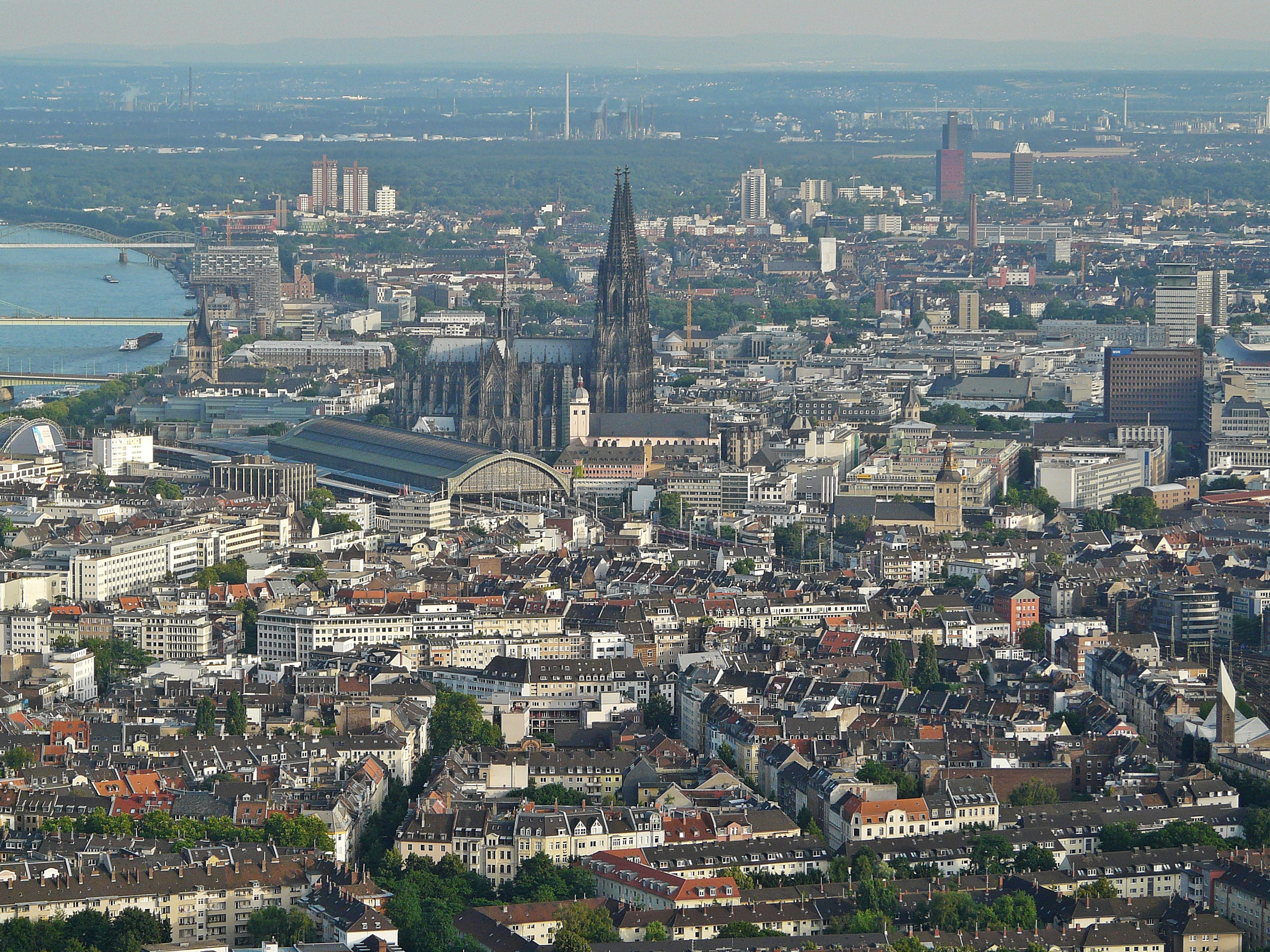
Общий вид Инненштадта
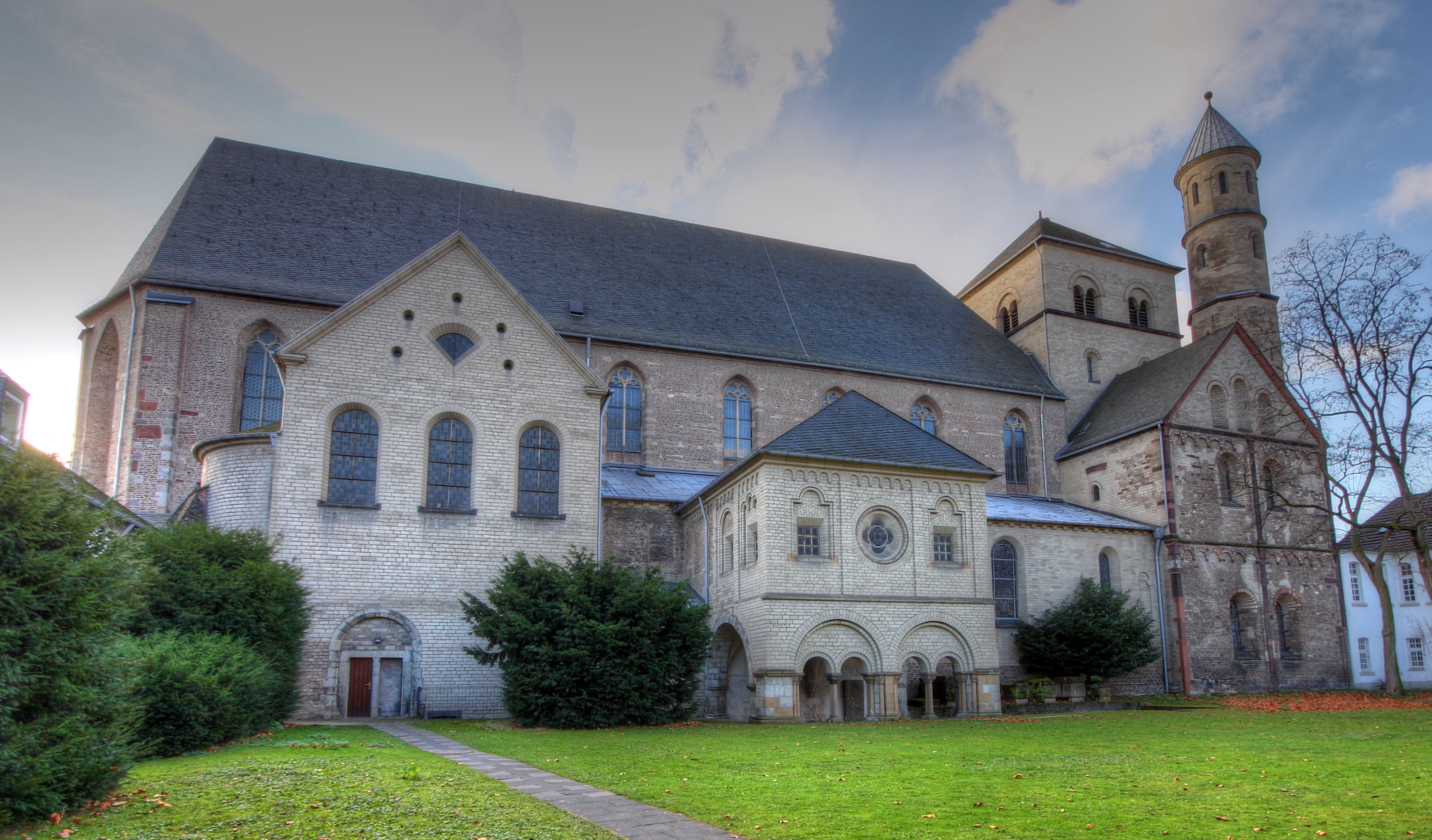
Альтштадт-Зюд: Святой Пантелеимон
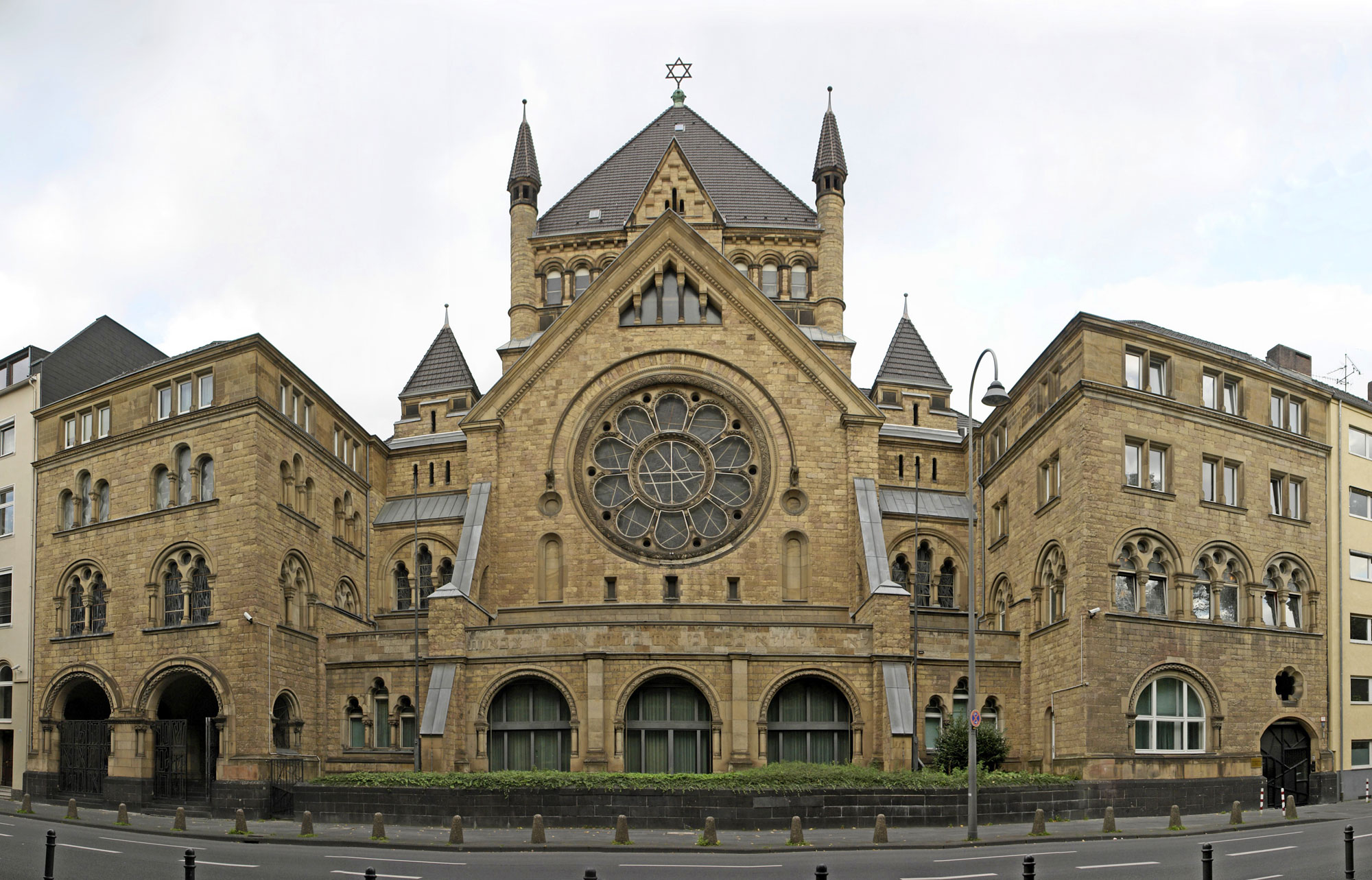
Нойштадт-Зюд: Кёльнская синагога
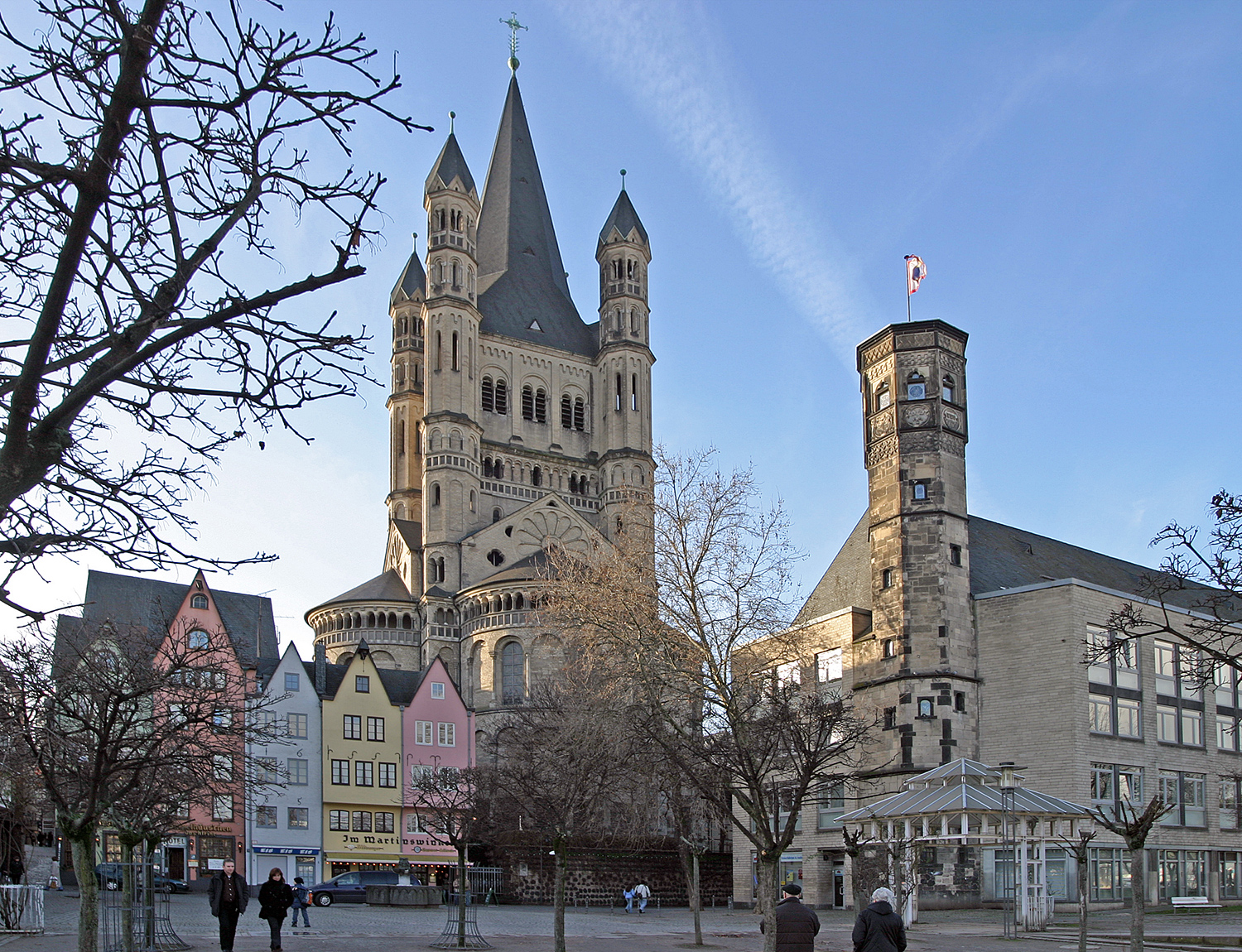
Альтштадт-Норд: Святой Мартин
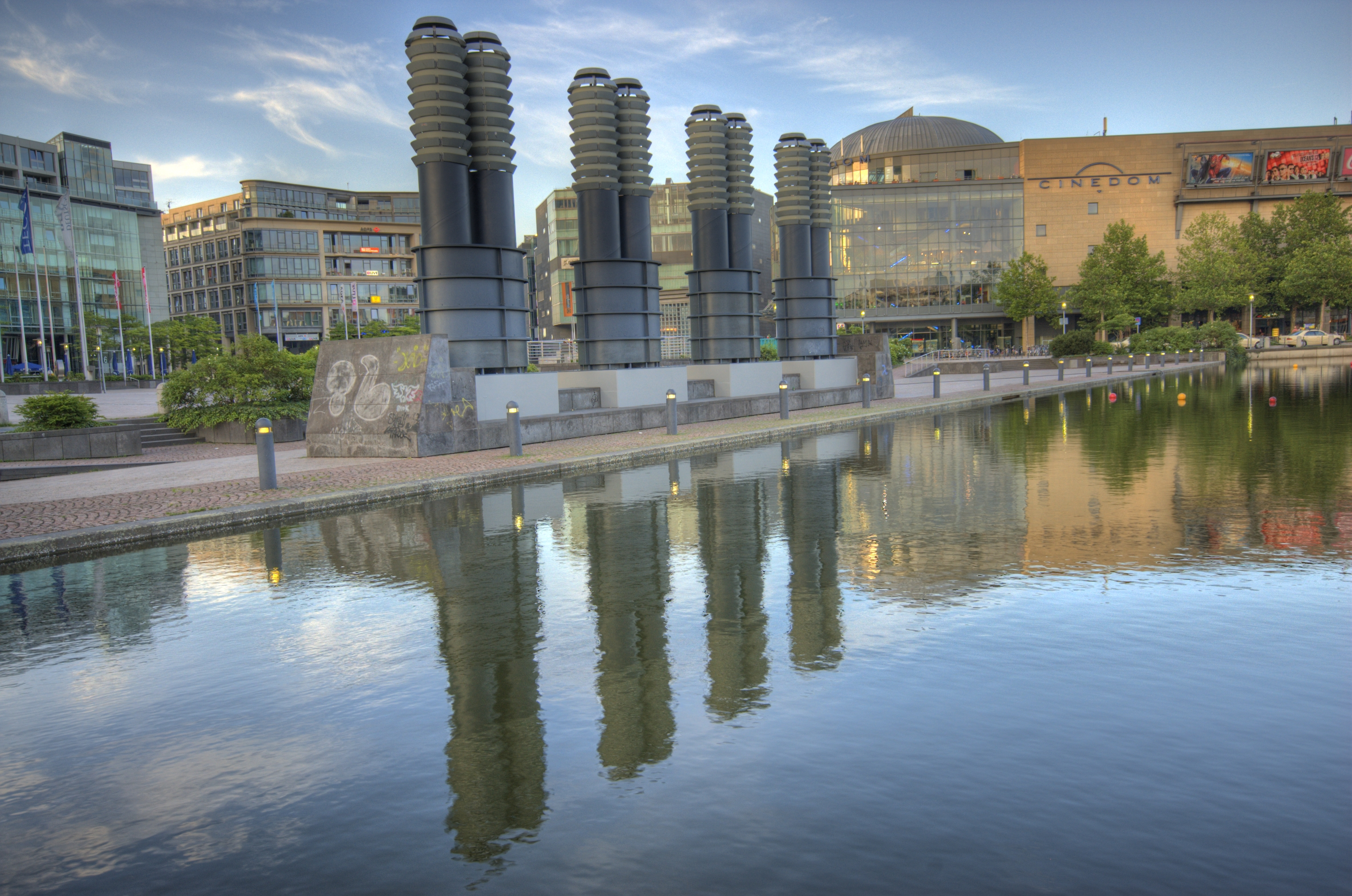
Нойштадт-Норд: Медиапарк
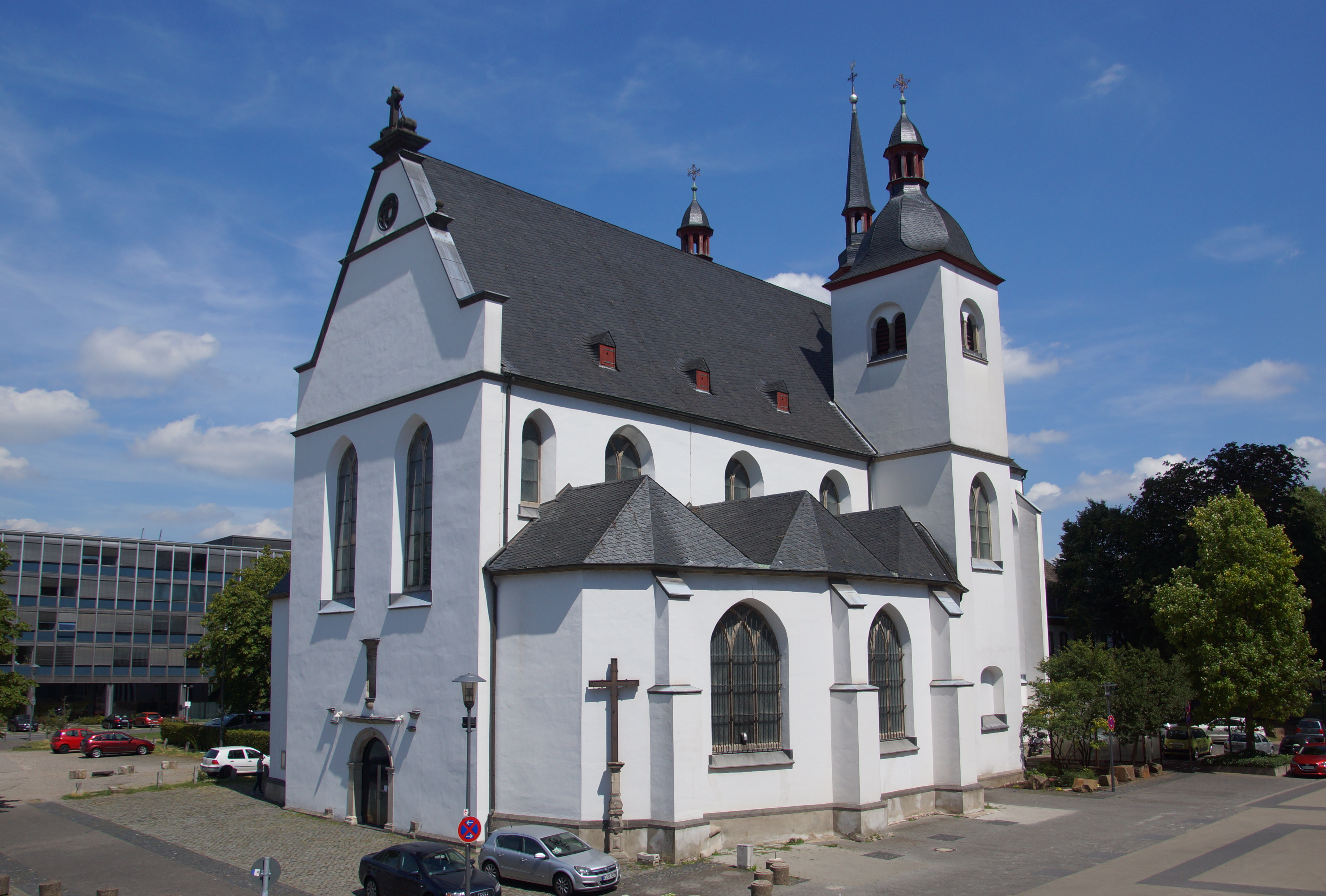
Дойц: Греческая православ. церковь

## Общая характеристика
История Кёльна вплоть до конца XIX века аналогична истории центральной, старой части города. Центр города — это римское военное поселение (колония), называвшаяся «Колония Клавдия и алтарь агриппинцев». С течением времени это название сокращалось и в результате от «колонии» остался только «Кёльн».
Старый римский город в раннем средневековье претерпел небольшие расширения. Наконец, городской совет Кёльна решился на крупный строительный проект — возведение мощной оборонительной стены (Stadtmauer Köln) не только вокруг исторического ядра города (Historischer Stadtkern), но и включить в него монастыри и монастырские церкви за пределами старых стен. Примерно в 1225 году новая стена окружила весь Кёльн. Спустя небольшое время (1248 год) был заложен фундамент современного центрального готического собора. Внутри стены город застраивался вплоть до первой половины XIX века. Развитие города привело к тому, что свободные площади были исчерпаны и в 1881 году стена, ставшая помехой в расширении городских кварталов, была снесена.
В последующие десятилетия выросло новое городcкое кольцо, называемой Нойштадтом (Neustadt). Оно было застроено до 1910 года. Административное разделение Нойштадта на Северный и Южный условно, поскольку он создан как единое целое. В настоящее время пограничная часть Инненштадта обрамляется великолепным широким бульваром. На пересечении главных улиц с кольцевым бульваром сформированы большие городские площади. Мощные транспортные потоки привели к частичной ликвидации площадей, как, например, это произошло с площадью Барбароссы (Barbarossaplatz), но в последние 20 лет градостроительные мероприятия возвращают площадям прежний облик. К таковым уже можно отнести Фризенплац (Friesenplatz) и Рудольфплац (Rudolfplatz).
Другие улицы внутри бульварного кольца сформированы таким образом, чтобы на их пересечении выделялись великолепные памятники церковной архитектуры. Свободные площади, появившиеся после тотальных разрушений в годы Второй мировой войны застраивались крупными общественными зданиями, как, например, на месте разрушенного оперного театра на площади Рудольфа или здание верховного земельного суда на площади Райхеншпергерплац (Reichenspergerplatz).
Нойштадт частично сохранил сооружения внешней крепостной стены, но большей частью она была разобрана и территория превращена в зелёный парковый пояс.
Несмотря на активное сопротивление большей части жителей города Дойц, он был включён в состав Кёльна в 1888 году. С 1928 года Дойц стал известен международной торговой ярмаркой, а c 1998 года — зданием Кёльнской арены, называемой ныне Ланксесс-Арена, а среди жителей Кёльна — «Самцом Хенкеля» (Henkelmännchen), где проходят международные соревнования по гандболу и хоккею, а также концерты звёзд мировой эстрады.

## История округа
Округ Инненштадт был сформирован в результате административно-территориальной реформы (Gebietsreform in Nordrhein-Westfalen) 1 января 1975 года.
27 ноября 2008 года был представлен мастер-план для Инненштадта, в результате обсуждения которого было принято решение о том, что этот план должен стать основой для всего будущего планирования центральной части Кёльна и смежных с ним районов. Мастер-план был инициирован общественной организацией предпринимателей Кёльна (Unternehmer für die Region Köln e. V.), промышленно-торговой палатой города (Industrie- und Handelskammer zu Köln), строительным отделом мэрии (Baudezernat) и частным архитектурным бюро Альберта Шпеера.

## Политика
Выборы в совет округа Инненштадт по партийным спискам 25 мая 2014 года показали следующие результаты (в %, в сравнении с 2009 годом):
| Зелёные | СДПГ | ХДС   | Левые | Либералы | Твои друзья | Пираты | Другие |
| 33,2    | 21,7 | 19,8  | 8,5   | 5,7      | 3,5         | 2,6    | 5,0    |
| - 4,5   | 0,0  | - 0,1 | + 2,5 | - 3,7    | + 3,5       | + 2,8  | - 2,6  |
| ------- | ---- | ----- | ----- | -------- | ----------- | ------ | ------ |

Участие партий Инненштадта в других важных выборах (в %):
| Выборы            | Дата             | ХДС   | Либералы | Зелёные | Свободные выборы Кёльна | Левые | Про Кёльн | СДПГ  |
| ----------------- | ---------------- | ----- | -------- | ------- | ----------------------- | ----- | --------- | ----- |
| Европарламент     | 7 июня 2009      | 20,56 | 13,56    | 34,48   | —                       | 6,02  | —         | 19,28 |
| Земельный ландтаг | 22 мая 2005      | 26,58 | 8,01     | 22,34   | —                       | —     | —         | 37,22 |
| Совет Кёльна      | 26 сентября 2004 | 23,53 | 6,75     | 28,67   | 2,21                    | 3,77  | 2,80      | 29,45 |
| Совет округа      | 26 сентября 2004 | 23,01 | 6,98     | 30,79   | 2,42                    | 3,76  | 3,03      | 27,63 |

## Достопримечательности
В Инненштадте сосредоточено множество различных достопримечательностей, но наиболее излюбленными для туристов являются:
- Кёльнский собор
- Кёльнская ратуша
- Средневековые городские стены с входными воротами, построенными в 1880—1220 годах. Среди них особенно популярны Ворота Святого Северина, Айгельштайнские ворота и Ханенторбург.
- Новоготическое здание 4711 на Глокенгассе, являющееся торговым центром производителей кёльнского одеколона 4711.[2]

Особой достопримечательностью является Мост Гогенцоллернов, поскольку на сетках его пешеходных переходов влюблённые пары вот уже несколько лет вешают замки, как символы верности, а ключи выбрасывают в Рейн. Важным туристским центром является и так называемый «Собор Музыки» (Musical Dome), расположенный между Рейном и главным железнодорожным вокзалом. В нём ставят мюзиклы.

## Высотные здания
В связи с пуском в эксплуатацию первой в центре Кёльна высотки «Кёльнский треугольник» (Kölntriangle), архитектор Хельмут Ян поставил вопрос о целесообразности высотных зданий: которые могут повредить виду Кёльнского собора. Он считает, что строить здесь высотки выше 110 метров нежелательно. В мае 2007 года была принята «Высотная концепция», согласно которой в пределах левобережной части Инненштадта нельзя строить здания, высотой более 22,5 метра. В случаях планирования более высоких зданий должны приводиться доказательства, что эти новые здания не будут ухудшать вид на собор и романские церкви. Исполнение этой концепции привело к возникновению необходимости изменения строительного права в соответствии с правовыми нормами охраны окружающей среды. Речь идёт о разработке специальной инструкции, допускающей (в исключительных случаях) строительство более высоких зданий. Три высотки (телевизионная и радиовещательная башня Колониус (266 метров), Кёльн Турм в Медиапарке (148,1 метра) и Ганзахоххаус (Hansahochhaus) (65 метров) оказались вне зоны защиты. В июле 2013 года мэрия Кёльна проиграла в высшем административном земельном суде иск против фирмы Райффайзен Варен Централе (RWZ). Согласно вынесенному вердикту суда, данная фирма имеет право возвести свой офис на Бреславской площади (Breslauer Platz) высотой до 38,35 м. Суд обосновал такое решение тем, что разрешение на строительство было выдано до мая 2007 года.
Программа высоток призвана сохранить исторические силуэты города и в то же время иметь возможность получать частные инвестиции в будущем. А вот вне бульварного кольца застройка Кёльна высотными зданиями не только возможна, но и желательна. Это снизит давление потенциальных застройщиков на внутренние городские кварталы.